# Mâchecourt
Ne doit pas être confondu avec Machecoul, Manchecourt, Mâchecroute ou Mâchecoui.
Mâchecourt est une commune française située dans le département de l'Aisne, en région Hauts-de-France.

## Géographie

### Localisation
- 1Carte dynamique
- 2Carte OpenStreetMap
- 3Carte topographique
- 4Carte avec les communes environnantes
- 5Entrée du village

### Hydrographie
La commune est située dans le bassin Seine-Normandie. Elle est drainée par le cours d'eau 01 de la commune de Machecourt, le cours d'eau 01 de la commune de Pierrepont et le cours d'eau 01 du Marais de Routy,,.

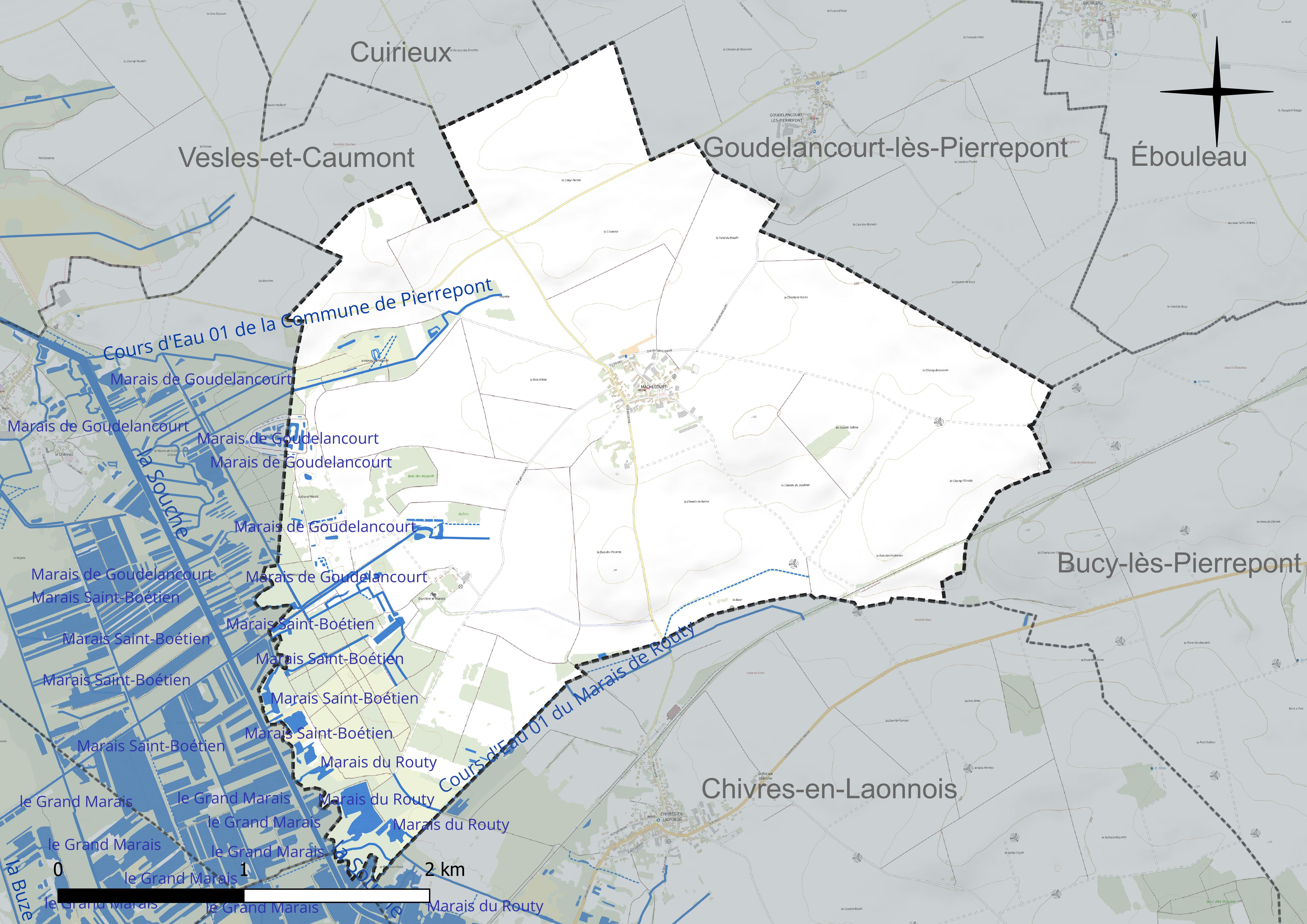
Réseau hydrographique de Mâchecourt.

Deux plans d'eau complètent le réseau hydrographique : le marais du Routy, d'une superficie totale de 5,3 ha (0 ha sur la commune) et le marais Saint-Boétien, d'une superficie totale de 1 ha (1 ha sur la commune),.

### Climat
Pour des articles plus généraux, voir Climat des Hauts-de-France et Climat de l'Aisne.
En 2010, le climat de la commune est de type climat océanique dégradé des plaines du Centre et du Nord, selon une étude du CNRS s'appuyant sur une série de données couvrant la période 1971-2000. En 2020, Météo-France publie une typologie des climats de la France métropolitaine dans laquelle la commune est exposée à un climat océanique altéré et est dans la région climatique Nord-est du bassin Parisien, caractérisée par un ensoleillement médiocre, une pluviométrie moyenne régulièrement répartie au cours de l'année et un hiver froid (3 °C).
Pour la période 1971-2000, la température annuelle moyenne est de 10,2 °C, avec une amplitude thermique annuelle de 15 °C. Le cumul annuel moyen de précipitations est de 743 mm, avec 12,2 jours de précipitations en janvier et 9 jours en juillet. Pour la période 1991-2020, la température moyenne annuelle observée sur la station météorologique la plus proche, située sur la commune de Gizy à 8 km à vol d'oiseau, est de 11,0 °C et le cumul annuel moyen de précipitations est de 724,1 mm,. Pour l'avenir, les paramètres climatiques de la commune estimés pour 2050 selon différents scénarios d'émission de gaz à effet de serre sont consultables sur un site dédié publié par Météo-France en novembre 2022.

## Urbanisme

### Typologie
Au 1er janvier 2024, Mâchecourt est catégorisée commune rurale à habitat dispersé, selon la nouvelle grille communale de densité à 7 niveaux définie par l'Insee en 2022.
Elle est située hors unité urbaine. Par ailleurs la commune fait partie de l'aire d'attraction de Laon, dont elle est une commune de la couronne,. Cette aire, qui regroupe 106 communes, est catégorisée dans les aires de 50 000 à moins de 200 000 habitants,.

### Occupation des sols
L'occupation des sols de la commune, telle qu'elle ressort de la base de données européenne d'occupation biophysique des sols Corine Land Cover (CLC), est marquée par l'importance des territoires agricoles (83,8 % en 2018), une proportion identique à celle de 1990 (83,8 %). La répartition détaillée en 2018 est la suivante : 
terres arables (75,4 %), forêts (9,3 %), prairies (8,4 %), zones humides intérieures (4,4 %), zones urbanisées (2,5 %).
L'évolution de l'occupation des sols de la commune et de ses infrastructures peut être observée sur les différentes représentations cartographiques du territoire : la carte de Cassini (XVIIIe siècle), la carte d'état-major (1820-1866) et les cartes ou photos aériennes de l'IGN pour la période actuelle (1950 à aujourd'hui).

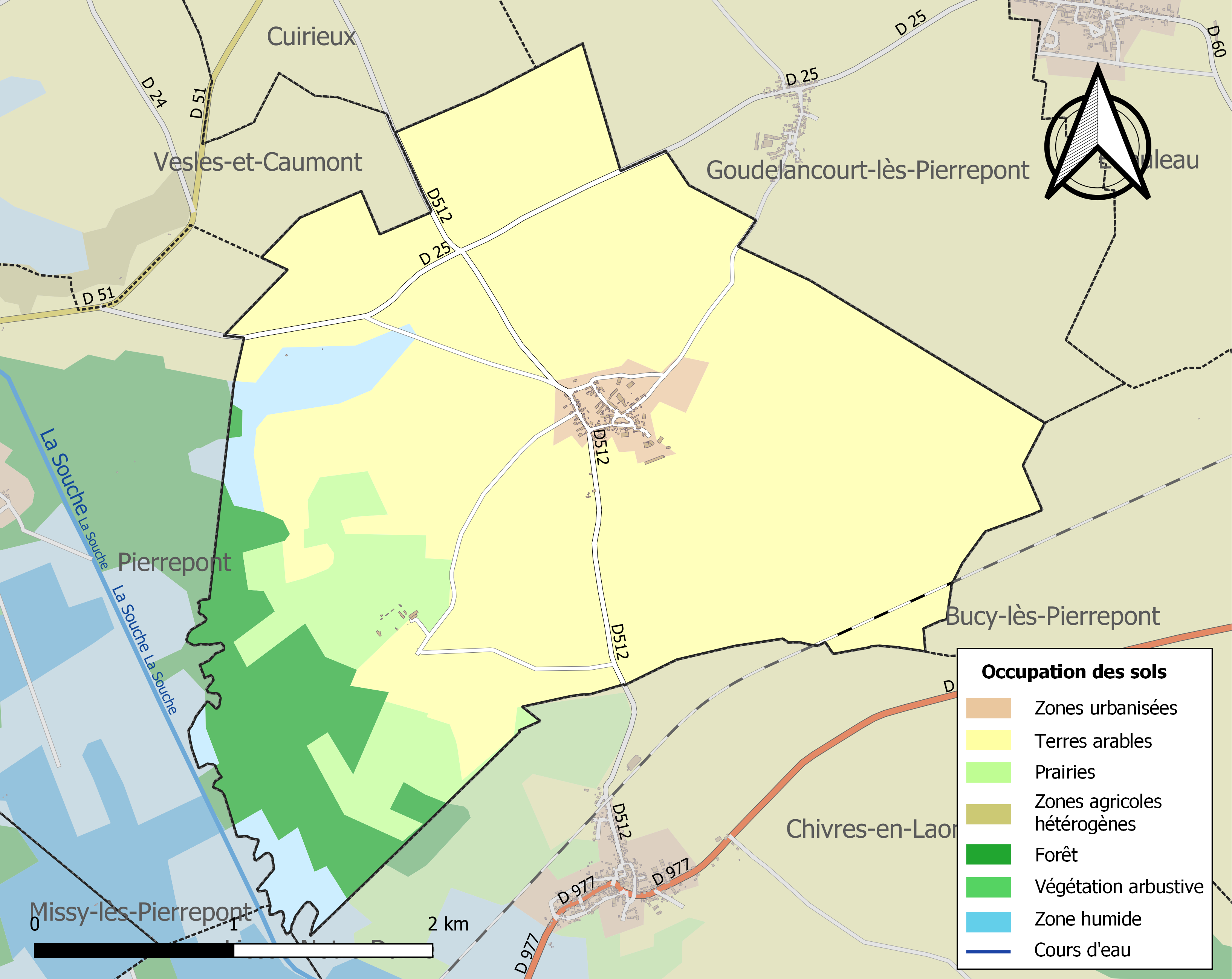
Carte de l'occupation des sols de la commune en 2018 (CLC).

## Toponymie
Le nom de la localité est attesté sous les formes Maxicurtis (1125) ; Massecourt (1161) ; Massicourt (1252) ; Mainsicourt (1261) ; Maissicourt (1265) ; Maissecourt (1381) ; Maessecourt (1474) ; Machecourt-lez-Pierpont (1487) ; Maisecourt (1519) ; Maichecourt (1559) ; Maschecourt (1664).

## Histoire
Créé au XIIe siècle, Mâchecourt appelé autrefois Massicourt vient des mots Marcis Curtis (courtois). Ce village formait une paroisse à part entière sous le vocable de saint Hilaire.
La commune actuelle de Mâchecourt est issue de la séparation du village Chivres-et-Mâchecourt en 1879.

## Politique et administration

### Découpage territorial
La commune de Mâchecourt est membre de la communauté de communes de la Champagne Picarde, un établissement public de coopération intercommunale (EPCI) à fiscalité propre créé le 22 décembre 1995 dont le siège est à Saint-Erme-Outre-et-Ramecourt. Ce dernier est par ailleurs membre d'autres groupements intercommunaux.
Sur le plan administratif, elle est rattachée à l'arrondissement de Laon, au département de l'Aisne et à la région Hauts-de-France. Sur le plan électoral, elle dépend du canton de Villeneuve-sur-Aisne pour l'élection des conseillers départementaux, depuis le redécoupage cantonal de 2014 entré en vigueur en 2015, et de la première circonscription de l'Aisne  pour les élections législatives, depuis le dernier découpage électoral de 2010.

### Administration municipale
Maires successifs :
- F. F. Fossé était maire de Chivres-et-Mâchecourt en 1870. Accusé de n'avoir pas déclaré les armes que possédait sa commune, il fut emmené prisonnier à Laon et traîné pendant deux jours à la suite des Prussiens, qui le fusillèrent finalement le 12 septembre 1870 sur le bord de la forêt de Samoussy[19].

| Période                                  | Période                       | Identité          | Étiquette | Qualité                                   |
| ---------------------------------------- | ----------------------------- | ----------------- | --------- | ----------------------------------------- |
| Les données manquantes sont à compléter. |                               |                   |           |                                           |
| mars 2001                                | mars 2014                     | Claire Pinon      |           |                                           |
| mars 2014                                | juillet 2020                  | Annick Lutigneaux | SE        | Salariée du secteur médical               |
| juillet 2020                             | En cours (au 28 juillet 2020) | Patrick Rassin    |           | Ingénieur et cadre technique d'entreprise |

## Démographie
L'évolution du nombre d'habitants est connue à travers les recensements de la population effectués dans la commune depuis 1881. Pour les communes de moins de 10 000 habitants, une enquête de recensement portant sur toute la population est réalisée tous les cinq ans, les populations de référence des années intermédiaires étant quant à elles estimées par interpolation ou extrapolation. Pour la commune, le premier recensement exhaustif entrant dans le cadre du nouveau dispositif a été réalisé en 2006.

En 2022, la commune comptait 109 habitants, en évolution de −10,66 % par rapport à 2016 (Aisne : −1,97 %, France hors Mayotte : +2,11 %).
| 1881 | 1886 | 1891 | 1896 | 1901 | 1906 | 1911 | 1921 | 1926 |
| ---- | ---- | ---- | ---- | ---- | ---- | ---- | ---- | ---- |
| 252  | 263  | 268  | 242  | 207  | 191  | 219  | 190  | 169  |

| 1931 | 1936 | 1946 | 1954 | 1962 | 1968 | 1975 | 1982 | 1990 |
| ---- | ---- | ---- | ---- | ---- | ---- | ---- | ---- | ---- |
| 188  | 193  | 177  | 171  | 165  | 159  | 118  | 105  | 105  |

| 1999 | 2006 | 2011 | 2016 | 2021 | 2022 | - | - | - |
| ---- | ---- | ---- | ---- | ---- | ---- | - | - | - |
| 122  | 136  | 116  | 122  | 113  | 109  | - | - | - |

## Lieux et monuments
- Le château de Mâchecourt appelé aussi le château du Marais ou château Deperdussin.
- L'église Saint-Hilaire de Mâchecourt.
- La croix du monument aux morts.
- La statue de la Vierge.

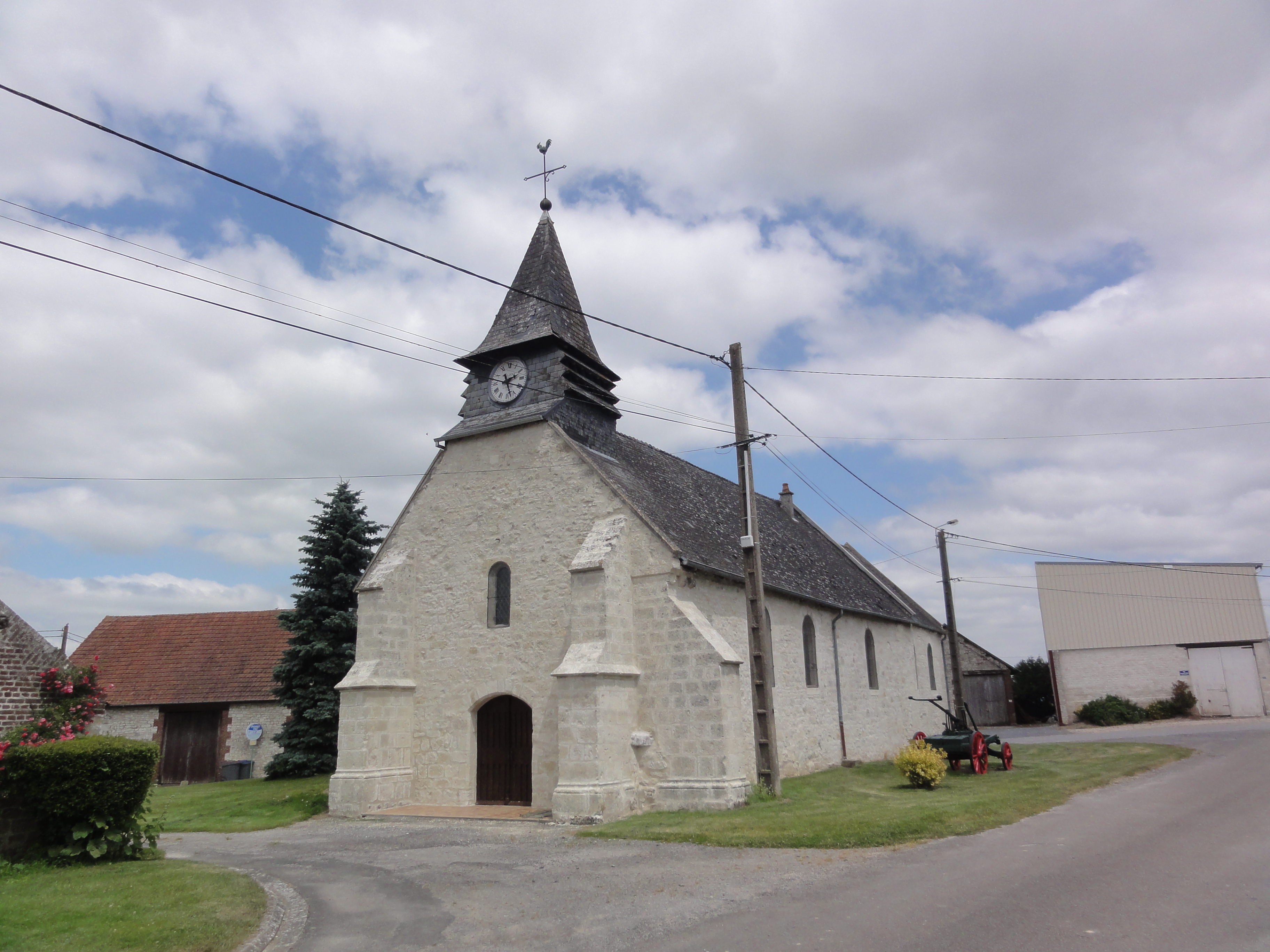
L'église.
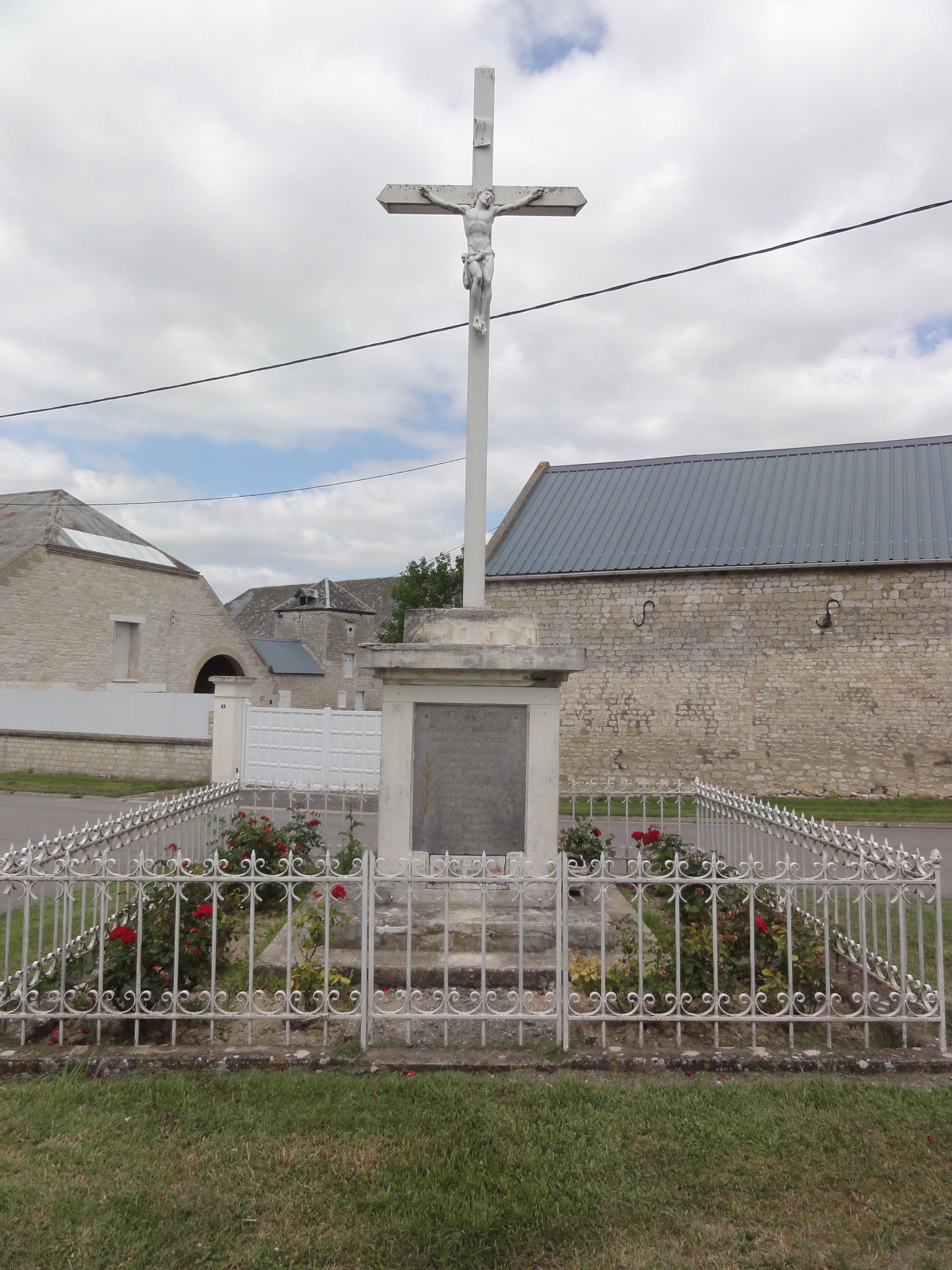
Croix monument aux morts.
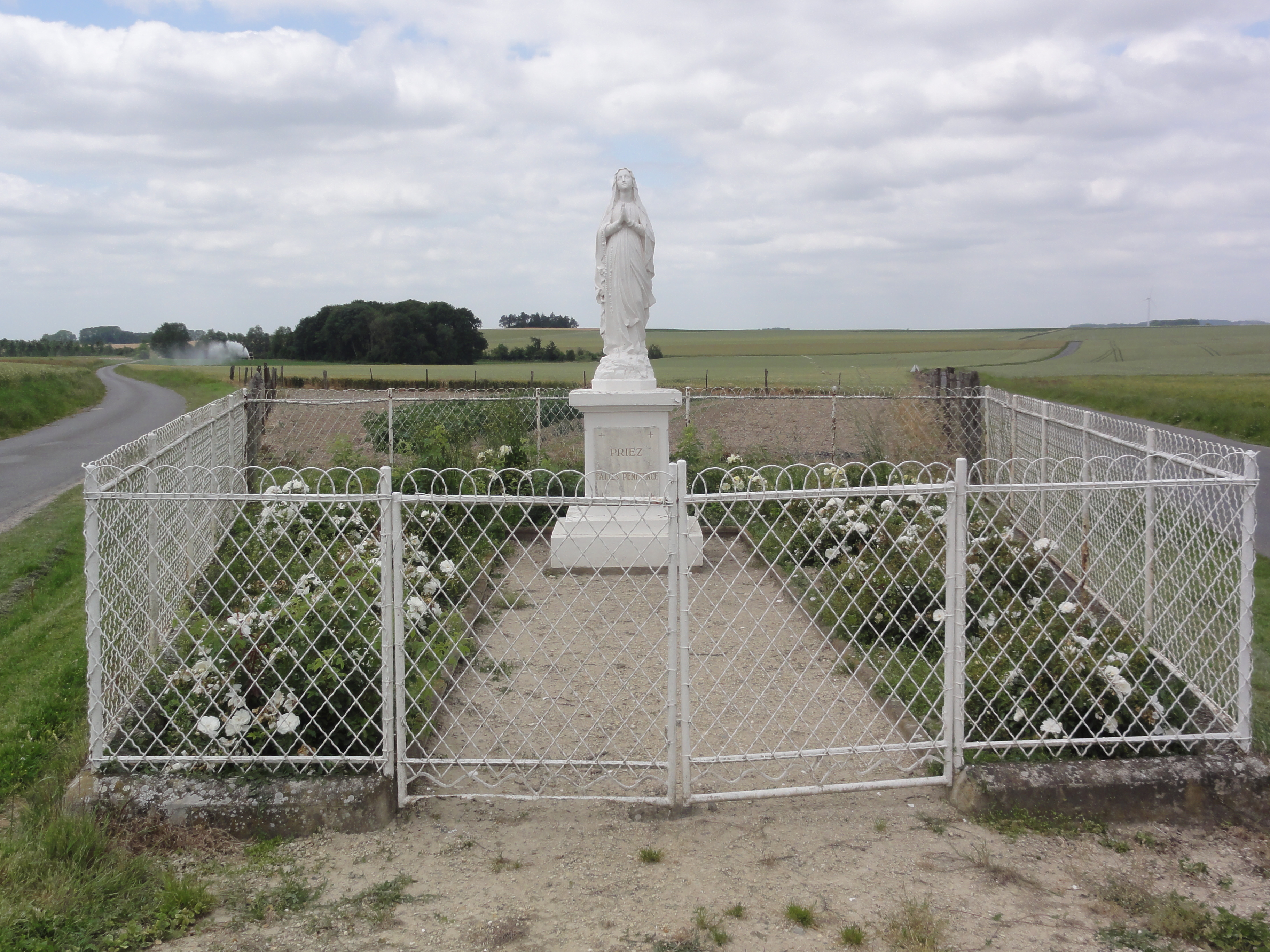
Statue de la Vierge.